# Bandiera del Territorio Britannico dell'Oceano Indiano
La bandiera del Territorio Britannico dell'Oceano Indiano è stata adottata nel novembre 1990.
La bandiera, come le altre bandiere britanniche, è una Blue Ensign, ossia una bandiera blu che reca in sé la Union Jack nel quadrante superiore sinistro. Gli altri tre quadranti della bandiera sono occupati da delle onde stilizzate bianche e blu e, nella porzione destra, dal simbolo del territorio Britannico dell'oceano Indiano, ossia la palma e la corona.